# خواهران برونته (فیلم)
خواهران برونته (به فرانسوی: Les Sœurs Brontë‎) فیلمی فرانسوی در سبک درام به کارگردانی آندره تشینه که در سال ۱۹۷۹ منتشر شد.

## بازیگران
- ایزابل آجانی در نقش امیلی برونته
- مری-فرانس پیزیه در نقش شارلوت برونته
- ایزابل هوپر در نقش آن برونته
- پاسکال گرگوری در نقش برانول برونته
- پاتریک مگی در نقش پاتریک برونته
- آلیس ساپریچ در نقش الیزابت برانول
- ژان سورل در نقش لی لاند[۲][۳][۴]

## کتابشناسی
- مارشال بیل آندره Téchiné, Manchester University Press, 2007, شابک ‎۰−۷۱۹۰−۵۸۳۱−۷